# متلازمة إبشتاين
متلازمة إبشتاين مرض وراثي نادر يتميز بحدوث طفرة في الجين إم واي إتش 9 في بروتين الميوزين غير العضلي. يؤثر هذا المرض على الجهاز الكلوي للمريض ويمكن أن يؤدي إلى قصور كلوي، اكتُشفت متلازمة إبشتاين لأول مرة في عام 1972 عندما ظهرت عند عائلتين أعراض مشابهة لمتلازمة ألبورت. تنتج متلازمة إبشتاين والاضطرابات الأخرى المشابهة لمتلازمة ألبورت عن طفرات في جين إم واي إتش 9، لكن متلازمة إبشتاين ترتبط بشكل أكثر تحديدًا بطفرة في المورثة آر 702 ضمن الجين المذكور. تشمل الأمراض الأخرى التي تنتج عن طفرات على الجين إم واي إتش 9: متلازمة سيباستيان ومتلازمة فيشتنر.

## العلامات والأعراض
تتمثل الأعراض الأساسية لمتلازمة إبشتاين بزيادة النزف ونقص الصفيحات الدموية، يمكن اكتشاف زيادة النزف من خلال الرعاف والنزوف السطحية تحت الجلد. قد تشمل الأعراض الأخرى البيلة البروتينية واعتلال الكلية وفقدان السمع الحسي العصبي وانخفاض عدد الصفيحات الدموية وآفات الفم واضطرابات في عدسة العين. تشمل الأعراض الأكثر شيوعًا فقدان السمع الحسي العصبي الخفيف واعتلال الكلية. يختلف نوع الأعراض وشدة هذه الأعراض بين المرضى، إذ يعاني معظم المرضى من اعتلال الكلية في مرحلة الطفولة ثم يتطور إلى قصور كلوي في مرحلة المراهقة، أما بالنسبة لقلة الصفيحات الدموية وكبر حجمها، فيمكن أن تصل أحجام الصفائح الدموية إلى نحو 6.6 ميكرومتر مقارنة بحجم الصفيحات الطبيعي الذي يبلغ 2.5 ميكرومتر، ويمكن أن تصل نسبة 30% من الصفيحات الدموية إلى حجم كريات الدم الحمراء.

## الأسباب
تحدث متلازمة إبشتاين بسبب طفرة في الجين إم واي إتش 9، وهي طفرة سائدة، إذا كان أحد الوالدين أو كلاهما يحمل الجين الطافر، ومع ذلك هناك حالات يبدو فيها أن متلازمة إبشتاين جزئية أو غير وراثية.

## الفيزيولوجيا المرضية
التأثير الرئيسي لمتلازمة إبشتاين هو قلة الصفيحات، تُورث قلة الصفيحات بشكل عام كمورثة سائدة، وهذا يعني أن هناك عددًا أقل من الصفيحات الدموية التي تساهم في عملية التخثر، ما يؤدي إلى اضطرابات نزفية، تتميز متلازمة إبشتاين بكبر حجم الصفيحات الدموية، يؤثر حجم الصفيحات الدموية الكبير على قدرة الصفيحات على الارتباط ببعضها البعض لإغلاق الأوعية الدموية المتأذية وإيقاف النزف.
يحدث اعتلال الكلية في متلازمة إبشتاين، ويؤدي هذا الاعتلال إلى انخفاض قدرة الكلية على تنقية الدم وإزالة الفضلات النيتروجينية منه. يؤدي التراكم المفرط للفضلات إلى تراكمها في الدم، ومن أهمها البولة التي تتداخل مع عملية الاستقلاب الغذائي.
تشمل إحدى وظائف الكلية تنظيم توازن السوائل والشوارد والضغط الأسمولي في الدم عن طريق تنظيم كمية الماء في الجسم، تساهم عملية التناضح (حركة الماء من وسط ذو تركيز منخفض الشوارد إلى وسط ذو تركيز مرتفع) في إعادة امتصاص الماء مرة أخرى من الدم الموجود في الأنابيب الكلوية، وهذا التوازن الذي يحافظ على تركيز الماء في الدم ضروري للحفاظ على ضغط الدم وتوازن السوائل والشوارد.

## تشخيص
يتمثل العرض الأساسي في متلازمة إبشتاين بقلة الصفيحات مع صفيحات دموية كبيرة الحجم. تأخذ عينة دم محيطية من المريض وتفحص باستخدام المجهر الضوئي لتحديد الصفيحات الدموية العملاقة، وتفحص الكريات البيضاء أيضًا، لأنه في حوالي 41.1% من الحالات توجد اضطرابات شكلية في كريات الدم البيضاء. يمكن استخدام أجهزة تحليل الدم أو مقياس الكريات الدموية لتحديد كمية الصفيحات الدموية. تسحب عينة الدم من ذراع المريض، ويفحص عدد الصفيحات الدموية (يتراوح العدد الطبيعي للصفيحات الدموية بين (150 ألف – 450 ألف).
تفحص عينة بول أيضًا لتحديد حجم البروتينات التي تفرز في البول، وإذا اكتشفت كميات غير طبيعية من البروتين في البول يعني أن المريض يعاني من بيلة بروتينية. يعاني مرضى متلازمة إبشتاين غالبًا من بيلة بروتينية غزيرة حيث يفرزون أكثر من 3.5 غرام من البروتين في البول في 24 ساعة، وهي من العلامات الأولية على اعتلال الكلية.

## العلاج
تعتبر متلازمة إبشتاين من الأمراض المعندة على العلاج عمومًا، وتشمل طرق العلاج التي تستخدم في هذه المتلازمة زرع الكلية، رغم أن انخفاض عدد الصفيحات الدموية لدى المريض يزيد من مخاطر حدوث المضاعفات الجراحية أثناء وبعد عملية الزرع. يمكن أخذ الكلى من الجثث أو من المتبرعين الأحياء، ولتقليل مخاطر فقد المريض الكثير من الدم خلال الفترة المحيطة بالجراحة، يمكن اللجوء لنقل الصفيحات الدموية المتطابقة للحفاظ على مستويات صفيحات دموية مقبولة. اعتلال الكلية الذي يحدث في سياق متلازمة إبشتاين هو التهاب يصيب الكلى ويؤدي إلى نقص قدرتها على تنقية الدم، ومن أجل ضمان عدم رفض الجسم للكلية المزروعة من قبل خلايا التوافق النسيجي الرئيسية يجب استخدام الأدوية المثبطة للمناعة بعد العملية، وتشمل الأدوية المثبطة للمناعة مثبطات الكالسينيورين ومضادات الاستقلاب وميثيل بريدنيزولون وتساعد جميعها في تثبيط استجابة الجهاز المناعي تجاه الكلية المزروعة.

### المتابعة
يسبب اعتلال الكلية في سياق متلازمة إبشتاين تبدلات في ضغط دم المريض، ويمكن وصف أدوية متنوعة بما فيها الفازوبريسين للحفاظ على ضغط دم طبيعي، وفي حال حدوث قصور كلوي حاد يجب إجراء غسيل كلى لضمان تصفية الدم. قد يشمل ذلك التحال البريتواني أو غسيل الكلى. يعتبر غسيل الكلية الصناعي هو الأكثر شيوعًا لأن مرضى متلازمة إبشتاين غالبًا ما يخضعون لعمليات زرع الكلية في نهاية المطاف. يشمل غسيل الكلى البريتواني (التحال البريتواني) ترشيح الدم من خلال غشاء في البطن (البريتوان). في حين أن غسيل الكلية الصناعي يعتمد على ترشيح الدم من خلال جهاز غسيل صناعي، ويتميز بأنه أسرع وأكثر فعالية من التحال البريتواني.
يمكن استخدام علاجات الغلوبين المناعي عن طريق الوريد لدعم الجهاز المناعي للمريض، وكذلك الأدوية التي تحتوي على بريدنيزولون لتقليل الاعتلال الكلوي والالتهاب المناعي.
يعتبر ضعف السمع الحسي العصبي من الأعراض الشائعة في متلازمة إبشتاين، ويمكن علاجه عادة عن طريق زراعة الحلزون في الأذن. يتألف الحلزون من أربعة أجزاء رئيسية هي الأقطاب الكهربائية وجهاز الإرسال وجهاز الاستقبال والميكروفون. يوضع الميكروفون خلف الأذن ويستقبل الموجات الصوتية، ثم يقوم المعالج بتحويل الصوت إلى إشارات كهربائية، تحول هذه الإشارات الكهربائية أيضًا إلى نبضات كهربائية في الحلزون حيث يوجد جهاز الإرسال، والذي يعمل بدوره على إرسال الإشارة إلى العصب السمعي. يؤدي هذا إلى إرسال نبضة عصبية إلى الدماغ حيث تفسر هذه النبضات على شكل أصوات.

## الإنذار
يعاني مرضى متلازمة إبشتاين من بداية المرض الكلوي في مراحله الأخيرة (القصور الكلوي الانتهائي) في نهاية فترة المراهقة، ويعني القصور الكلوي أن المرضى سيحتاجون إلى عمليات زراعة كلية في المستقبل القريب.